# Rote Barat
Rote Barat (deutsch Westroti) ist ein indonesischer Distrikt (Kecamatan) im Regierungsbezirk Rote Ndao (Provinz Ost-Nusa Tenggara). Hauptort ist Nemberala, im Süden des Distrikts. Im Distrikt leben 7.426 Menschen (2010).

## Geographie
Rote Barat liegt im Westen der Insel Roti. Östlich liegen die Distrikte Rote Barat Daya und Rote Barat Laut. Die Roti vorgelagerten Inseln im Westen bilden seit 2012 einen eigenen Distrikt: Ndao Nuse. Rote Barat teilt sich in sieben Dörfer (Desa):
- Boa (Bo'a, 688 Einwohner, 2010)
- Mbueain (881)
- Nemberala (1.035)
- Oelolot (1.089)
- Oenggaut (1.060)
- Oenitas (1.686)
- Sedeoen (987)